# Ромашкинский сельсовет
Ромашкинский сельсовет — сельское поселение в Курманаевском районе Оренбургской области Российской Федерации.
Административный центр — село Ромашкино.

## История
Статус и границы сельского поселения установлены Законом Оренбургской области от 2 сентября 2004 года № 1424/211-III-ОЗ «О наделении муниципальных образований Оренбургской области статусом муниципального района, городского округа, городского поселения, установлении и изменении границ муниципальных образований»

## Население
| 2010 | 2012  | 2013  | 2014  | 2015  | 2016  | 2017 |
| ---- | ----- | ----- | ----- | ----- | ----- | ---- |
| 1122 | ↘1090 | ↗1102 | ↘1069 | ↘1043 | ↘1011 | ↘976 |
| 2018 | 2019  | 2020  | 2021  |       |       |      |
| ↘957 | ↘930  | ↘902  | ↘881  |       |       |      |

## Состав сельского поселения
| № | Населённый пункт | Тип населённого пункта       | Население |
| - | ---------------- | ---------------------------- | --------- |
| 1 | Междулесье       | посёлок                      | 20        |
| 2 | Ромашкино        | село, административный центр | 1102      |